# Asparagus uhligii
Asparagus uhligii — вид рослин із родини холодкових (Asparagaceae).

## Біоморфологічна характеристика
Це напівкущ до 50 см заввишки; гілки жорсткі, голі.

## Середовище проживання
Ареал: Танзанія.